# Мікеле Галло
Мікеле Галло (18 травня 2001, Рим, Італія) — італійський фехтувальник на шаблях, чемпіон світу.

## Виступи на Олімпіадах
| Олімпіада  | Дисципліна          | Місце |
| ---------- | ------------------- | ----- |
| Париж 2024 | індивідуальна шабля | 20    |
| Париж 2024 | командна шабля      | 5     |